# Marchena (Willemstad)
Marchena – osada (buurt)  w dzielnicy Wishi miasta Willemstad, w dystrykcie Willemstad, w kraju autonomicznym Curaçao, należącym do Holandii, w Ameryce Południowej. 20 października 2023 r. liczyła 590 mieszkańców. 